# Монсеррат Кабальє
Монсерра́т Кабальє́ (12 квітня 1933, Барселона — 6 жовтня 2018, Барселона) — іспанська і каталонська оперна співачка (сопрано).

## Біографія
Навчалася в консерваторії при барселонському театрі «Лісеу», яку закінчила в 1954 році. З 1956 року працювала в Базельській опері, де виконувала ролі Тоски, Аїди, Арабелли і Саломеї.

Між 1956 і 1965 роками Монсеррат Кабальє співала в оперних театрах різних міст Європи — , Мілана, Відня, Барселони, Лісабона, а також виконала в Мехіко в 1964 році партію Манон з однойменної опери Массне. Світову популярність здобула в 1965 році, коли вийшла на заміну американської співачки Мерилін Горн в партії Лукреції Борджії в однойменній опері Гаетано Доніцетті (концертне виконання в «Карнеґі-холі»). Газета «Нью-Йорк таймс» подаючи рецензію «Каллас + Тебальді = Кабальє» писала:
|  | Міс Кабальє достатньо було заспівати перший романс ... і стало ясно, що вона володіє не тільки чистим і прекрасним голосом, але й вокальною майстерністю ... Вона може парити на pianissimo в найвищому регістрі, повністю контролюючи кожну ноту, і навіть на повній динаміці голос не втрачає ясності і точності контуру ... |

 Газета «Геральд Трибюн» також писала: 
|  | Жодна попередня реклама не могла б передбачити виняткового враження, що ця струнка жінка, яка ніби зійшла з полотен Гойї, справила на аудиторію, вже зіпсовану такими зірками як Каллас і Сазерленд. Коли Кабальє заспівала свою першу арію… щось змінилося в атмосфері. На мить здалося, що люди перестали дихати… |

 У тому ж 1965 році Кабальє на запрошення Рудольфа Бінга дебютувала в «Метрополітен-опера» (Нью-Йорк), де виконала партію Маргарити в «Фаусті». Після цього виступала на сцені «Метрополітен-опера» аж до 1988 року. Серед кращих партій, виконаних на сцені цього театру: Луїза в «Луїза Міллер», Леонора в «Трубадурі», Віолетта у «Травіаті», Дездемона в «Отелло», Аїда, Норма в однойменній опері Вінченцо Белліні.
24 січня 1970 року дебютувала в театрі «Ла Скала» також у партії Лукреції Борджії. У наступні роки виконала в театрі «Ла Скала» Марію Стюарт, Норму, Луїзу Міллер, Анну Болейн.
З 1972 року виступала на сцені «Ковент-Гардена» в Лондоні (дебют у партії Віолетти в «Травіаті»).
У 1964 році одружилася з Бернабе Марті. У 1966 році народила сина Бернабе, 1972 році — дочку Монсеррат.
У листопаді 2000 року брала участь у благодійному концерті-акції фонду «Світ Мистецтва» «Зірки світу — дітям», що проходив у Москві.
4 червня 2013 року під час візиту у Вірменію, Кабальє відвідала і невизнану Нагірно-Карабахську Республіку. Президент Бако Саакян прийняв оперну співачку. Приїзд Кабальє в Карабах викликав невдоволення з боку Азербайджану, що розглядає НКР як окуповану територію. У зв'язку з поїздкою Кабальє в НКР посольство Азербайджану вручило ноту протесту Міністерству закордонних справ Іспанії, а сама співачка була оголошена персоною нон ґрата. 8 червня президент Вірменії Серж Саргсян підписав указ про нагородження Кабальє орденом Пошани.
До 80 років давала концерти в різних країнах. У 2012 році відзначила 50-річчя роботи в оперному театрі «Лісеу». Померла 6 жовтня 2018 року в 85-річному віці. Незадовго до смерті була госпіталізована в одну з лікарень Барселони через проблеми з сечовим міхуром.

### Гастролі в Україні
Монсеррат Кабальє кілька разів відвідувала Україну, зокрема в 2006 році, у 2011 році й востаннє у квітні 2018 року.

### Найкращі оперні партії

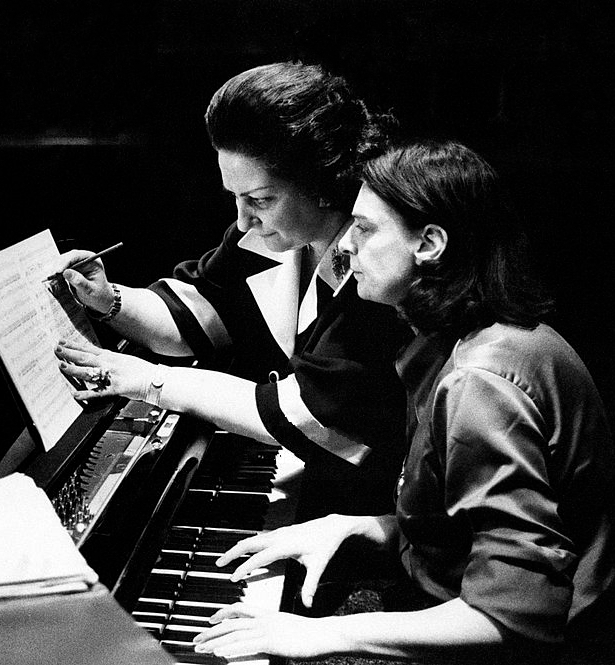
Монсеррат Кабальє в 1975

Монсеррат Кабальє відома, у першу чергу, своєю технікою бельканто і виконанням партій у класичних італійських операх Россіні, Белліні й Доніцетті.
- партія Норми в однойменній опері Вінченцо Белліні — відеозапис з давньоримського театру в місті Оранж, зроблена 20 липня 1974 року; 3 вистави «Норми» в рамках гастролей театру «Ла Скала» в Москві влітку 1974 року, де Кабальє мала величезний успіх (вівся запис Центрального телебачення СРСР);
- партія Имоджене в оперу Вінченцо Белліні «Пірат» — партія з репертуару епохи бельканто і, за визнанням самої Кабальє, найважча в її репертуарі за всю кар'єру; запис по трансляції з Флоренції з фестивалю «Флорентійський музичний травень» (червень 1967 року);
- партія королеви Єлизавети в опери Гаетано Доніцетті «Роберто Девере» — Кабальє виконувала її неодноразово й у різні періоди своєї кар'єри; зокрема, зроблено запис по трансляції з Нью-Йорка 16 грудня 1965 року (концертне виконання в «Карнегі-холі»);
- партія Леонори в «Трубадурі» Джузеппе Верді — запис по трансляції з Флоренції в грудні 1968 року, диригент Томас Шипперс; також відеозапис 1972 року з Оранжу, де Монсеррат Кабальє виступала разом з Іриною Архиповою.

### У рок-музиці
Одним із небагатьох творів Кабальє у рок-музиці є спільний альбом з вокалістом групи Queen Фредді Меркюрі — «Barcelona» (1988). Заголовна пісня, присвячена рідному місту Кабальє — Барселоні, стала офіційною піснею Літніх Олімпійських ігор 1992 року, що проходили у Барселоні.

### Несплата податків
У грудні 2015 року суд Барселони засудив Монсеррат Кабальє до шести місяців позбавлення волі за шахрайство. Співачку звинуватили у несплаті податків в якості фізичної особи у 2010 році в іспанську скарбницю. Кабальє формально вважалася жителем Андорри, що і дозволило їй не платити податки в Іспанії. Однак прокуратура встановила, що співачка використала своє нібито «проживання» в Андоррі з єдиною метою — уникнути сплати податків, хоча сама постійно жила в Барселоні. Покарання Кабальє відбувала умовно. Співачка визнала свою провину — в залі засідання вона особисто не була присутня, а давала свідчення по відеозв'язку, пославшись на поганий стан здоров'я. Крім того, 82-річна Кабальє повинна була виплатити штраф у розмірі 254 231 євро. Співачка також не змогла отримувати державну допомогу протягом півтора років і повинна була виплатити ще 72 тис. євро в якості відсотків за прострочені платежі.

## Нагороди та звання
- Дама ордену Ізабелли Католицької (Іспанія, 1966).
- Командор Ордена мистецтв і літератури (Франція, 27 червня 1986).
- Орден Дружби (Росія, 1 вересня 1997)[23].
- Почесний доктор Російського хіміко-технологічного університету (2000)[24][25].
- Орден княгині Ольги I ступеня (Україна, 20 квітня 2006)[26].
- Почесне звання «Каммерзенгер» Віденської державної опери (2007)[27].
- Великий хрест ордена «За заслуги перед Італійською Республікою» (Італія, 26 листопада 2009)[28].
- Орден Пошани (Вірменія, 7 червня 2013)[29].